# Hand Gottes (Fußball)
Die Hand Gottes (span.: la mano de Dios; engl.: hand of God) bezeichnet eine Situation während der Fußball-Weltmeisterschaft 1986, in der Diego Maradona seine Hand zu Hilfe nahm, um ein irreguläres Tor zu erzielen. Den Ausdruck prägte Maradona selbst, als er nach dem Spiel keine Reue zeigte und vor laufenden Kameras sagte: „Es war ein bisschen Maradonas Kopf und ein bisschen die Hand Gottes“ (span.: un poco con la cabeza de Maradona y otro poco con la mano de Dios). Erst im Jahr 2005 gab Maradona zu, den Ball mit der Hand gespielt zu haben, 2008 zeigte er Reue dafür.

## Verlauf

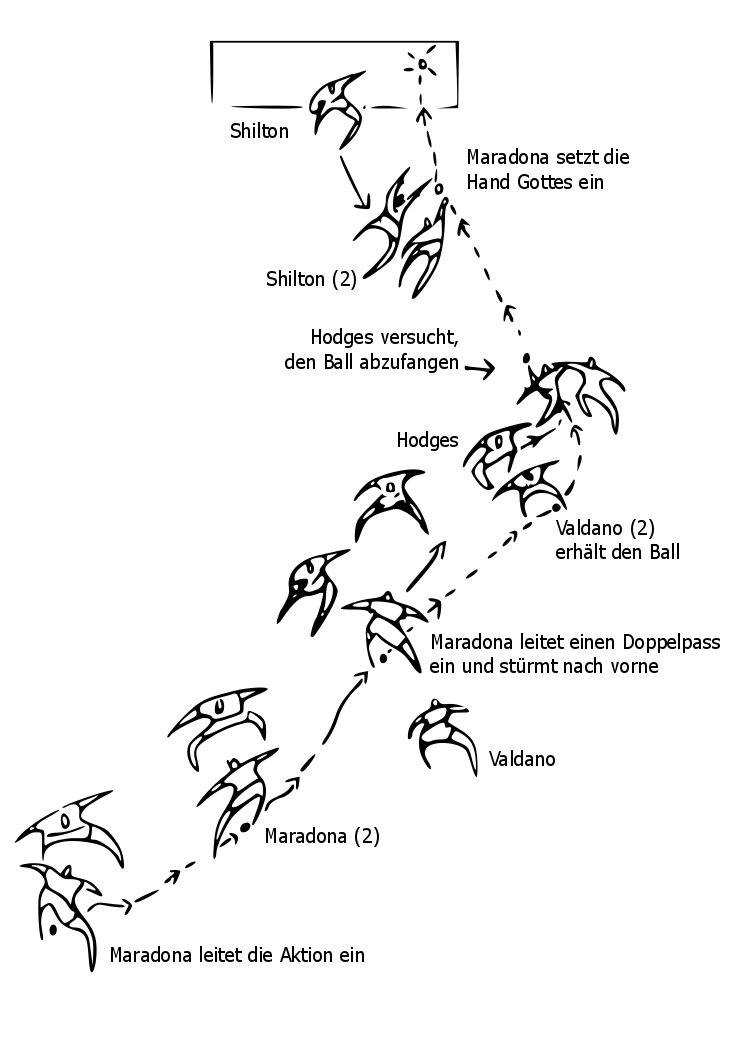
Ablaufschema zum Tor zum 1:0 mittels der „Hand Gottes“

Am 22. Juni 1986 trafen England und Argentinien im Aztekenstadion von Mexiko-Stadt im Viertelfinale der Fußball-Weltmeisterschaft in Mexiko aufeinander.
Vor 114.580 Zuschauern erzielte der argentinische Mannschaftskapitän Diego Maradona in der 51. Spielminute ein irreguläres Tor zum 1:0: Nach einem misslungenen Doppelpassversuch Maradonas mit seinem Mitspieler Jorge Valdano konnte der englische Verteidiger Steve Hodge die Situation nicht klären und schoss den Ball hoch in die Luft. Der Ball flog in die Richtung seines englischen Torhüters Peter Shilton. Dieser eilte aus dem Tor, um den hohen Ball aufzunehmen. Ebenso sprang Diego Maradona, mit nur 1,65 Metern Körpergröße 20 Zentimeter kleiner als Shilton, zum Ball und lenkte diesen mit seiner linken Hand über den Torhüter hinweg ins Tor. Die Fernsehbilder belegten, dass Maradona den Ball mit der Hand gespielt hatte. Die Proteste der englischen Spieler beim tunesischen Schiedsrichter Ali Bin Nasser nutzten nichts. Nasser hatte das Handspiel Maradonas als Kopfball wahrgenommen und entschied auf ein reguläres Tor. Bobby Robson, Trainer der Engländer, wurde mit „it was the hand of a rascal“ (dt.: „es war die Hand eines Halunken“) zitiert.
Im selben Spiel, in dem Maradona sein irreguläres Tor erzielte, sorgte er mit einem Alleingang über eine Distanz von 60 Metern für das 2:0. Dieses Tor wurde in einer von der FIFA durchgeführten Internetabstimmung im Jahr 2002 zum WM-Tor des Jahrhunderts gewählt.
England verlor das Spiel letztlich nach einem eigenen Tor durch Gary Lineker mit 1:2 und schied aus dem Turnier aus. Argentinien konnte im Halbfinale gegen Belgien mit 2:0 gewinnen und abschließend im Finale Deutschland bezwingen. Damit wurden die Südamerikaner nach 1978 zum zweiten Mal Fußballweltmeister.

## Hintergründe
Maradona schrieb in seiner Autobiographie 2007, dass er das irreguläre Tor dem gefeierten zweiten Tor vorziehe. „Manchmal denke ich, dass ich das Tor, das ich mit der Hand gemacht habe, dem anderen vorziehe … es war in etwa so, als würde ich den Engländern die Brieftasche klauen.“ Er schrieb weiterhin in Bezug auf den Falklandkrieg (1982), dass es so war „als würde man ein Land schlagen und nicht einfach nur eine Fußballmannschaft. Auch wenn wir vor dem Spiel gesagt haben, dass es nichts mit dem Falklandkrieg zu tun haben werde, wussten wir, dass sie eine Menge argentinischer Jungens dort getötet hatten, sie hatten sie wie kleine Vögel getötet. Und das war die Rache.“

## Rezeption
Der Begriff Hand Gottes ist Teil des Fußballsprachgebrauchs geworden und wird häufig bei unerlaubtem Handspiel zitiert. Maradona selbst bewahrte 1990 im WM-Spiel Argentiniens gegen die Sowjetunion durch ein Handspiel im Strafraum seine Mannschaft vermutlich vor einem Rückstand – der Schiedsrichter bemerkte es nicht und die Zeitung The Guardian sprach von der zweiten Hand Gottes.
Im Viertelfinalspiel der Copa América am 17. Juli 1995 zwischen Brasilien und Argentinien nahm der brasilianische Spieler Túlio die Hand zu Hilfe, um ein Tor gegen Argentinien zu erzielen. Brasilien gewann das Spiel schließlich und einige argentinische Journalisten sprachen von der Hand des Teufels.
Als der HSV am 7. Mai 2009 im UEFA-Pokal-Halbfinale gegen Werder Bremen 2:3 verlor, war der Eckball, der zum entscheidenden Tor führte, durch eine Papierkugel verursacht worden, die auf dem Spielfeld lag und den Ball ins Toraus ablenkte. Daraufhin wurde im Internet der Begriff „Die Papierkugel Gottes“ in Anlehnung an die Hand Gottes kreiert.
Im Qualifikationsspiel für die Fußball-Weltmeisterschaft 2010 zwischen Irland und Frankreich legte sich der Franzose Henry den Ball regelwidrig mit der Hand vor und erzielte den spielentscheidenden Treffer. Die Presse sprach daraufhin – in Anspielung auf Maradonas Tor – von der „zweiten Hand Gottes“. Der brasilianische Stürmer Luís Fabiano erzielte bei der Endrunde in Südafrika ein Tor, bei dem er die Hand zu Hilfe nahm. Später sprach er in diesem Zusammenhang von der „allerheiligsten Hand Gottes“. Als der Uruguayer Luis Suárez in der letzten Minute des Spiels Ghana gegen Uruguay bei der WM 2010 ein Gegentor durch ein Handspiel verhinderte, sagte er später „am Ende ist die Hand Gottes jetzt meine“.
Anlässlich der Wahl des argentinischen Papstes Franziskus am 13. März 2013 bildeten weltweit zahlreiche Zeitungen, darunter die auflagenstärkste deutsche Zeitung Bild, den winkenden Papst in Verbindung mit Schlagzeilen ab, in denen „die Hand Gottes“ vorkam; in Anspielung auf dessen mit Diego Maradona gemeinsame Nationalität.
Im Weltmeisterschaft-Achtelfinalspiel Argentinien gegen die Schweiz am 1. Juli 2014 scheiterte Blerim Džemaili wenige Minuten vor dem Ende der Verlängerung am argentinischen Pfosten. Dies führte dazu, dass in der argentinischen Zeitung Olé von dem Pfosten Gottes („El Palo de Dios“) die Rede war.
Die finnische Hip-Hop-Gruppierung Teflon Brothers würdigt die Hand Gottes und Maradona in ihrem Lied Maradona (kesä ’86), das 12 Wochen in den finnischen Musikcharts stand.